# Li soprani der monno vecchio
(Giuseppe Gioachino Belli, introduzione alla raccolta dei sonetti)

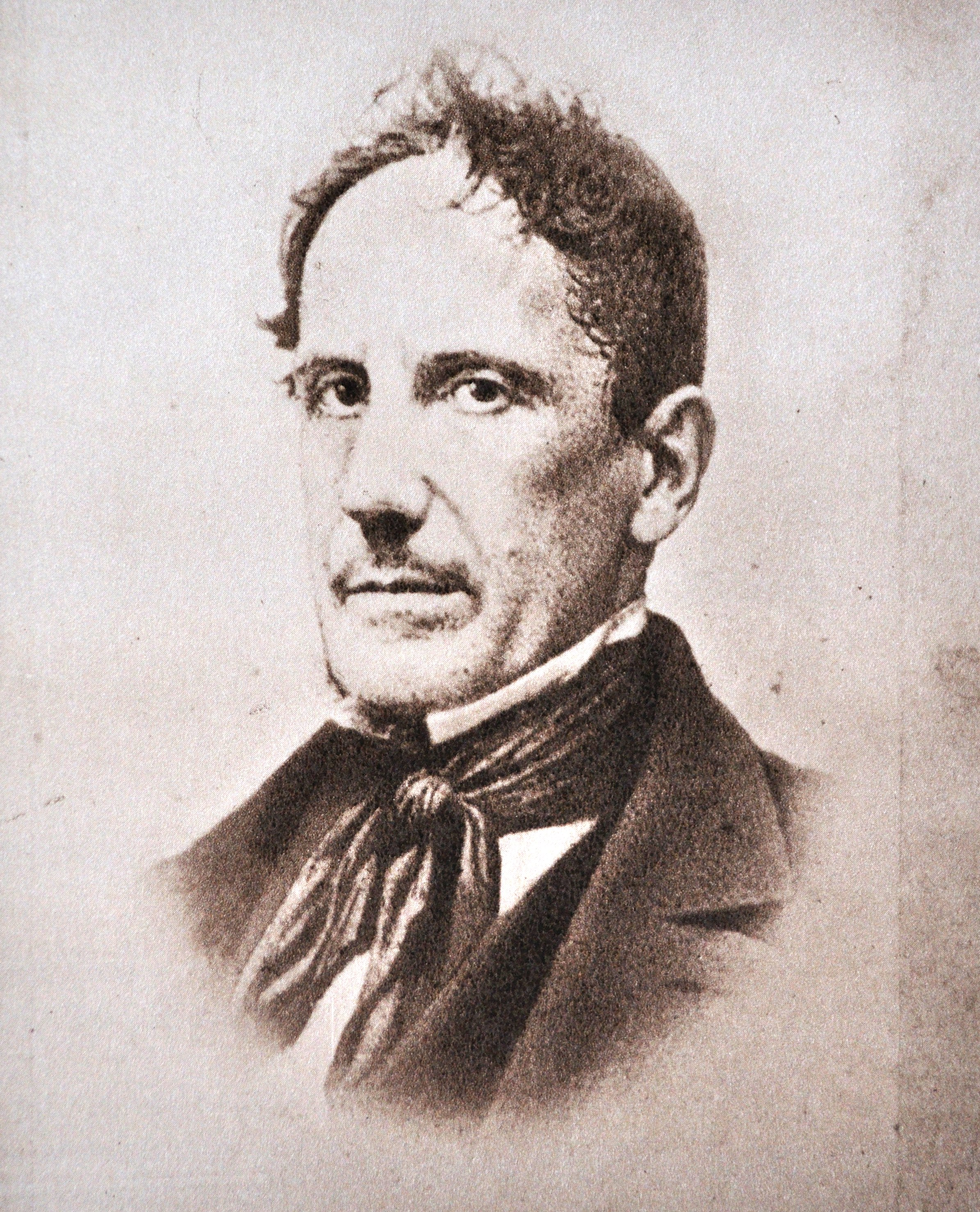
Giuseppe Gioachino Belli

Li soprani der monno vecchio (I sovrani del mondo antico) è un sonetto in dialetto romanesco composto da Giuseppe Gioachino Belli il 21 gennaio 1831, tratto dai Sonetti romaneschi.

## Contenuto del sonetto
Un banditore del re si aggira per la città, gridando ai popolani un editto scritto dal re. Il re dichiara i suoi pieni poteri nella città, dicendo che può fare quel che vuole, senza preoccuparsi di essere contestato da qualcuno. Andando avanti con la sua dichiarazione, il banditore, per mezzo del re, nell'editto sostiene che nel mondo chi non sia nato potente non può far nulla per cambiare l'ordine delle cose. Il popolo, interrogato dal banditore sulla faccenda, risponde che è la pura verità.
| (it(ROM)) C'era una vorta un Re cche ddar palazzo mannò ffora a li popoli st'editto: "Io sò io, e vvoi nun zete un cazzo, sori vassalli bbugiaroni, e zzitto. Io fo ddritto lo storto e storto er ddritto: pòzzo vénneve a ttutti a un tant'er mazzo: Io, si vve fo impiccà nun ve strapazzo, ché la vita e la robba Io ve l'affitto. Chi abbita a sto monno senza er titolo o dde Papa, o dde Re, o dd'Imperatore, quello nun pò avé mmai vosce in capitolo!". Co st'editto annò er Boja per ccuriero, interroganno tutti in zur tenore; e arisposeno tutti: "È vvero, è vvero!" | (IT) C'era una volta un Re che dal palazzo mandò in piazza al popolo quest'editto: "Io sono io, e voi non siete un cazzo, signori vassalli invigliacchiti, e silenzio. Io sono capace di cambiare una cosa da uno stato all'altro e viceversa: Io vi posso barattare tutti per un nonnulla: Io se vi faccio impiccare tutti non vi faccio torto, Visto che Io ho il potere di darvi la vita e quel con cui vivere. Chi vive in questo mondo senza possedere la carica o di Papa, o di Monarca o di Imperatore, colui non potrà mai far sentire la sua voce in pubblico!". Con tale editto si recò il boia come portavoce, chiamando all'attenzione tutti quanti a gran voce; e il popolo intero rispose: "È vero, è vero!" |
| (Giuseppe Gioachino Belli, sonetto n. 362, Li soprani der monno vecchio) | |

## Temi
Il breve contenuto, al di là della sua indeterminatezza quasi fiabesca (non si specificano le coordinate spazio-temporali della vicenda, né tantomeno l'identità del sovrano), vorrebbe mostrare satiricamente la situazione italiana del 1800. La frase Io so' io e voi nun zete un cazzo!, descriverebbe la condizione del popolo dell'epoca di fronte ai potenti.
Tuttavia il sonetto, se interpretato più ampiamente, può riguardare qualsiasi popolo che è governato da istituzioni corrotte. Come dice nel sonetto l'autore, chi non sia Papa, Re o Imperatore nella società, non conta nulla, e nell'editto l'anonimo re obbliga il popolo a obbedirgli, dacché lui ha il diritto di vita e di morte su ogni uomo.

## Il sonetto neIl marchese del Grillo
(Il marchese Onofrio del Grillo al popolo dell'osteria nel film Il marchese del Grillo)

Il nobile Onofrio del Grillo (Alberto Sordi) congeda dei poveri arrestati, in cui si era imbattuto, con le parole del re nel sonetto belliano: Io so' io, e voi non siete un cazzo (dal film Il marchese del Grillo)

Il sonetto è stato riscoperto in campo cinematografico nel 1981, dal momento che rappresenta uno dei temi principali del film Il marchese del Grillo di Mario Monicelli con Alberto Sordi, pellicola ambientata proprio nella Roma del Belli. Infatti Sordi - nei panni del ricco, pigro e sfaccendato marchese - pronuncia la frase dinanzi ad un gruppo di popolani tra i quali si era mischiato in un'osteria, che sono stati appena arrestati dopo una rissa (arresto al quale il marchese, in virtù del suo rango, rimane immune). La sua frase Mi dispiace: io so' io, e voi non siete un cazzo! è tratta dal componimento.
I temi presenti in questo sonetto però fanno parte anche di un'altra sequenza del film. Il prete Don Bastiano (Flavio Bucci), scomunicato da papa Pio VII per aver ammazzato un nobile napoletano che gli aveva insidiato la sorella, vive in esilio fuori città. Un giorno Don Bastiano viene catturato, e, una volta confermate le accuse a suo carico, viene condannato a morte mediante la ghigliottina. Poco prima di morire, mentre il condannato viene portato in piazza e sbeffeggiato da tutto il popolo, Don Bastiano ha il coraggio di denunciare le malefatte dei potenti, rimproverando al popolo di essere talmente sciocco e cieco da non rendersi contro della sua situazione di semi-schiavitù. Dopo il suo discorso il popolino, anziché insultarlo, lo applaude fragorosamente mentre viene decapitato.
(Don Bastiano, dal discorso finale nel film Il marchese del Grillo)

## Valore del sonetto nel cinema
Altri tipici esempi in cui si svolge una curata analisi del popolino romano e delle sue abitudini sono nei film di Luigi Magni: Nell'anno del Signore, In nome del Papa Re e In nome del popolo sovrano.